# Marlesgrube

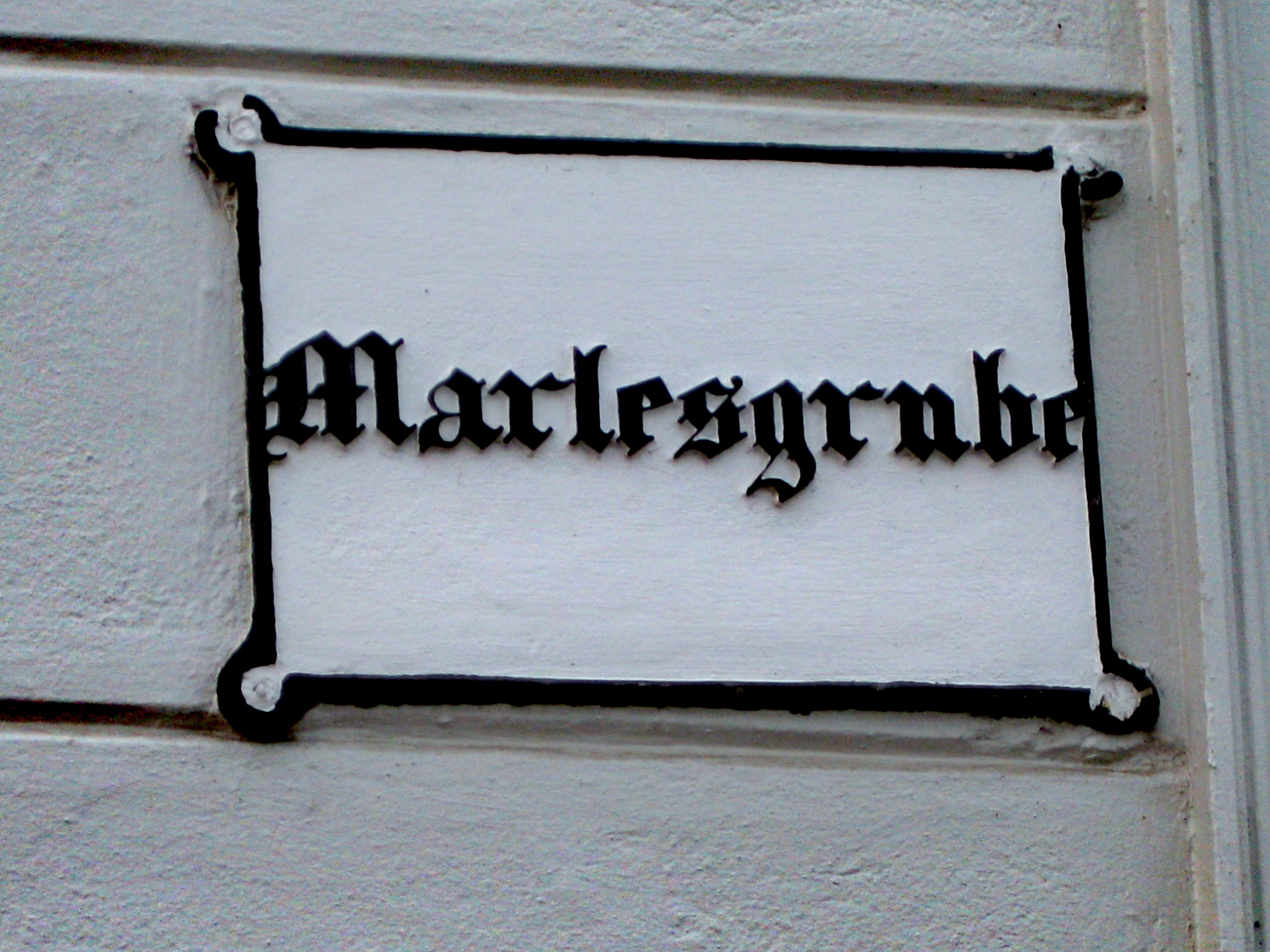
Historisches Straßenzeichen

Die Lage der Marlesgrube, rot markiert auf einem Stadtplan von 1910

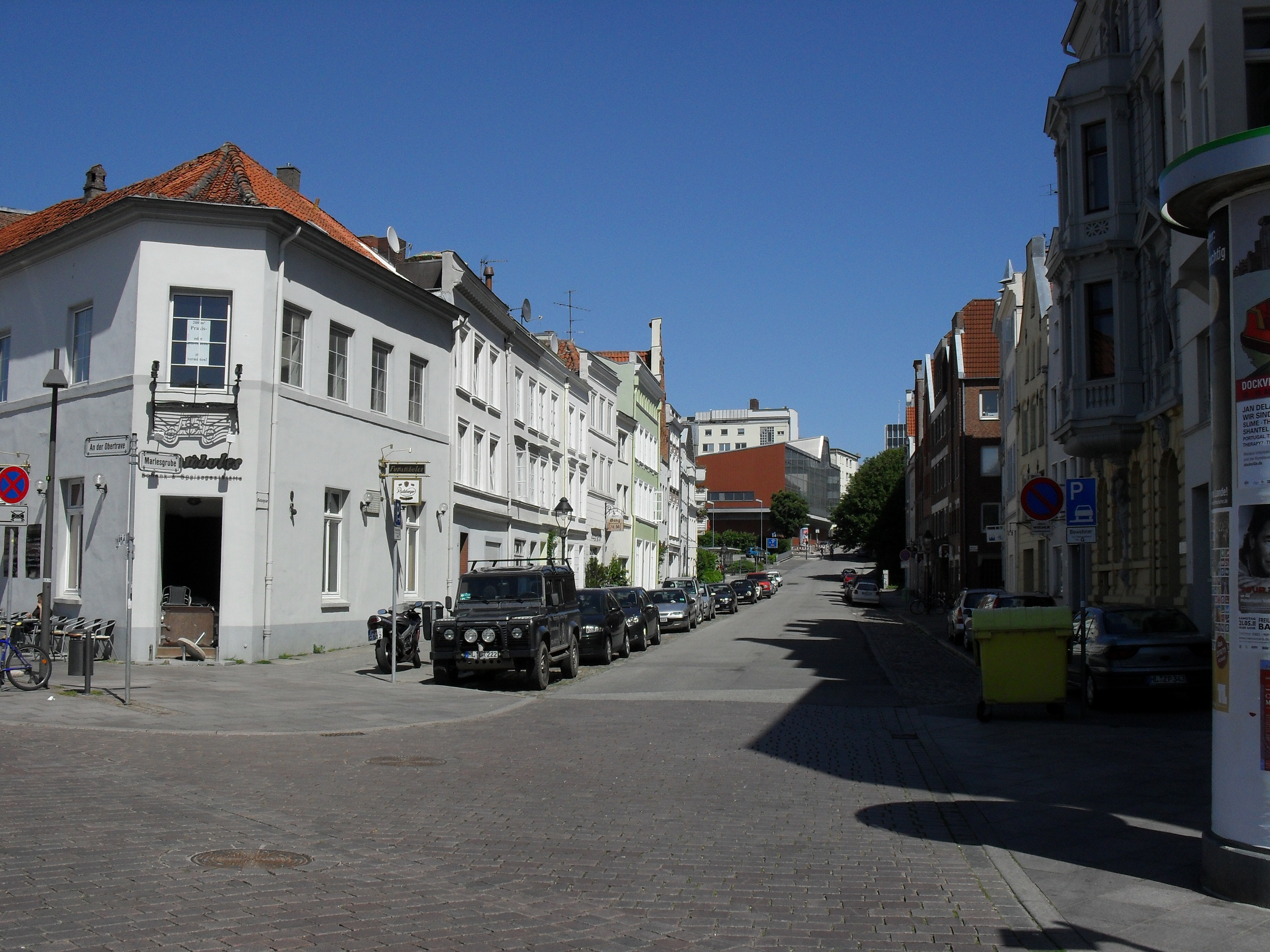
Die Marlesgrube

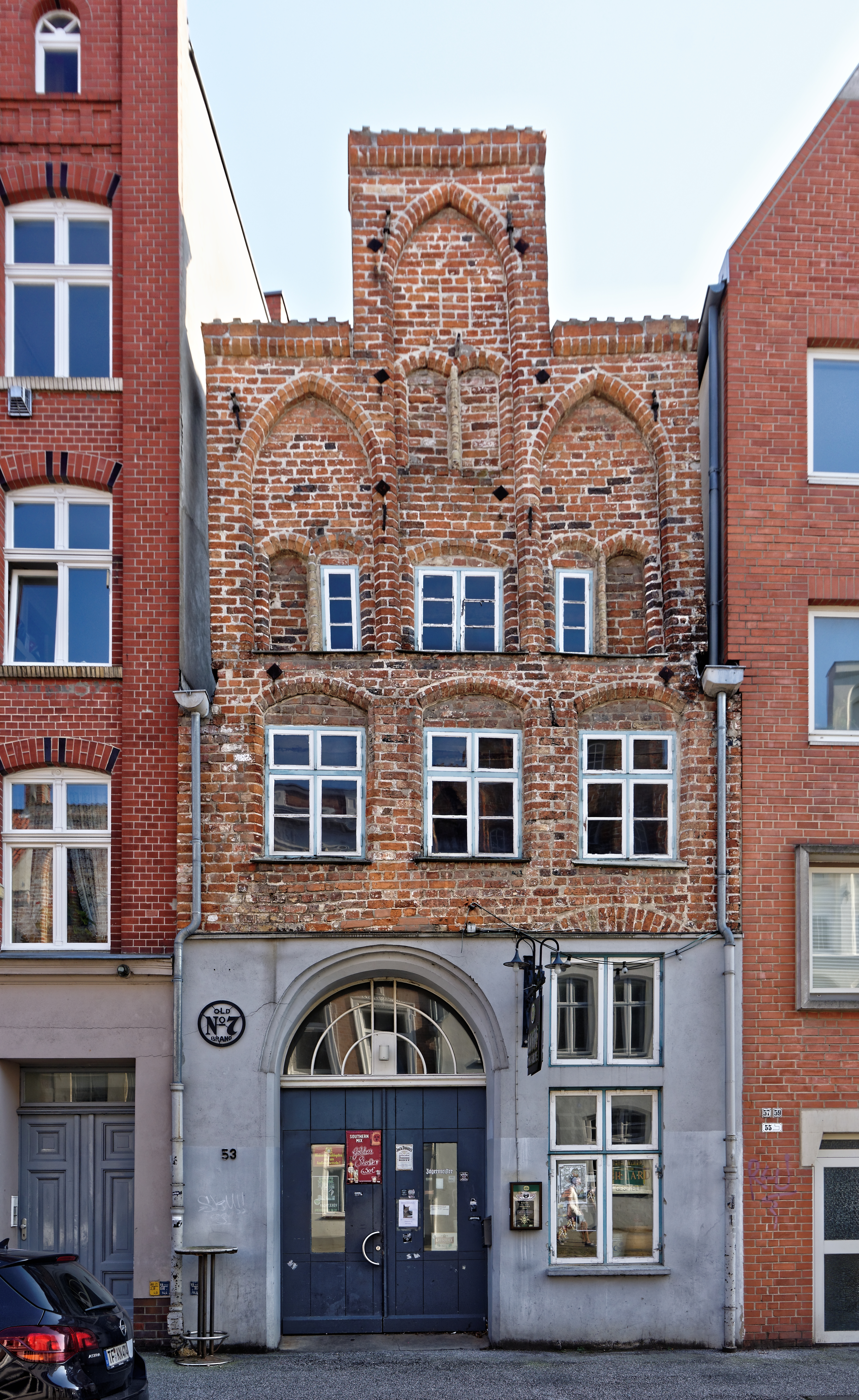
Marlesgrube 53

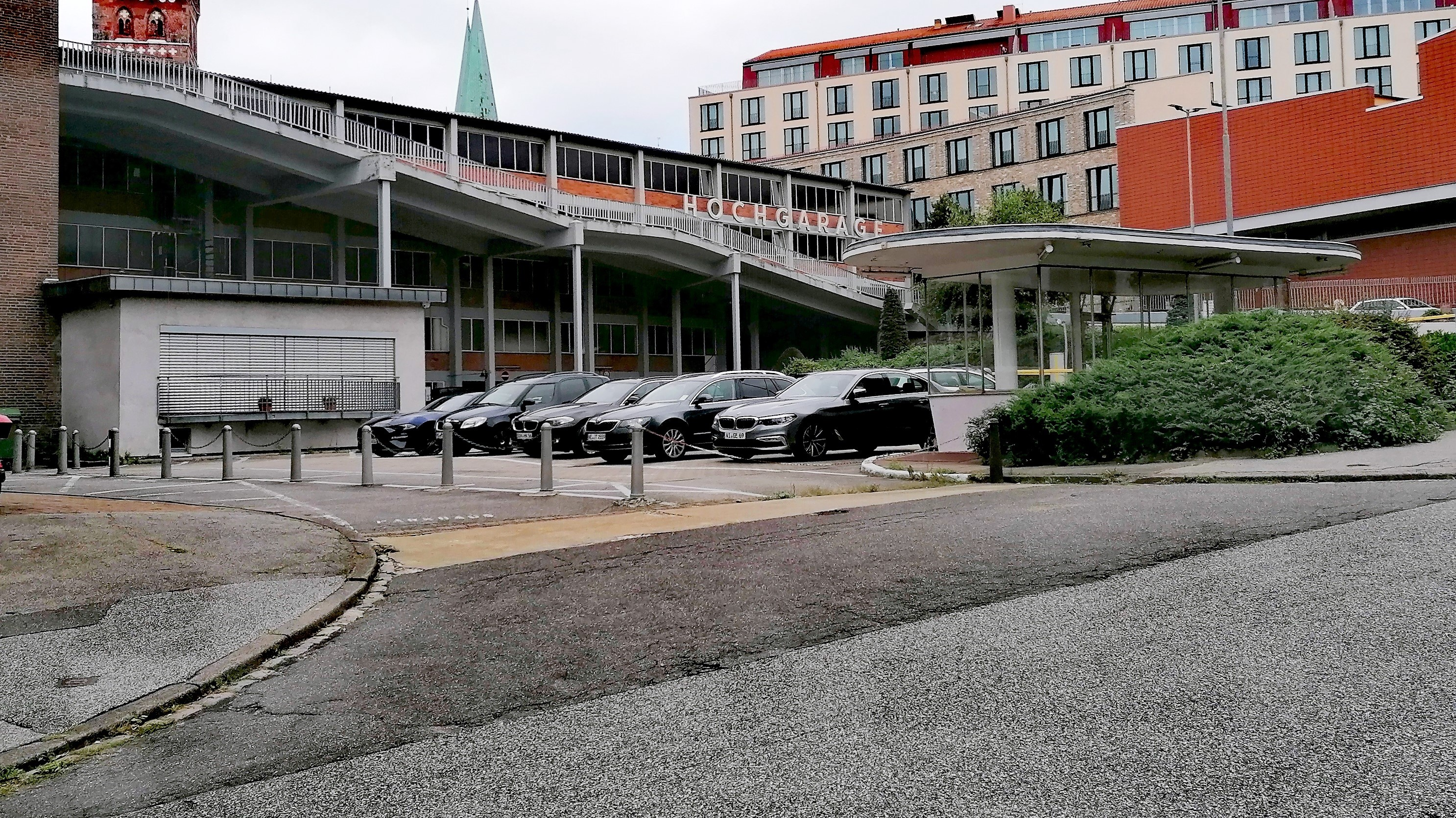
Hochgarage am Klingenberg, Marlesgrube 18-30. Erstes Parkhaus Lübecks, 1955 anstelle kriegszerstörter historischer Bebauung errichtet

Die Marlesgrube ist eine Straße der Lübecker Altstadt.

## Lage
Die etwa 280 Meter lange Marlesgrube befindet sich im südwestlichen Teil der Altstadtinsel, dem Marien Quartier. Sie beginnt am Klingenberg neben der Einmündung des Pferdemarkts und verläuft westwärts hinab zur Trave, wobei zunächst von Norden kommend die Kleine Kiesau, dann von Süden her die Düstere Querstraße auf die Straße treffen. Am Ufer der Trave schließlich mündet die Marlesgrube in die Obertrave ein und endet.

## Geschichte
Erstmals urkundlich erwähnt wird die Marlesgrube im Jahre 1266 mit der lateinischen Bezeichnung Fossa Marlevi. Herkunft und Bedeutung dieses Namens sind bis heute nicht geklärt. Es wird angenommen, dass die Straße nach einer seinerzeit bedeutenden, heute jedoch nicht mehr fassbaren Person namens Marlef, Marten oder Martel benannt wurde. Auch Marsilius v. Hagen, Ratsherr von 1256 bis 1261, gilt als möglicher Namensgeber. Eine weitere Theorie nimmt eine Benennung nach dem mecklenburgischen Ort Marlow an, wobei aber noch keine entsprechende Verbindung zu der Lübecker Straße gefunden werden konnte.
In der Folgezeit war der Straßenname bis ins 19. Jahrhundert vielfachen Variationen, Fehldeutungen und Verballhornungen unterworfen:
- 1289: Platea Marlovis (Marlov-Straße)
- 1338: Marlowesgrowe
- 1354: Marlevesgrove
- 1400: Marlesgrove
- 1401: Fossa Marlephi
- 1421: Merlves fossa
- 1460: Malmesgrove
- 1476: Marloffgrowe
- 1506: Merlesgrove
- 1534: Marlissgrove
- 1601: Marlsgrowe
- 1610: Markesgrove
- 1630: Marquardsgrube
- 1668: Marcusgrube
- 1677: Martelhsgrove
- 1695: Marlsgrube
- 1700: Mertensgrube
- 1786: Mardelsgrube

1852 wurde Marlitzgrube amtlich als Straßenname festgelegt, 1884 jedoch in die bis heute gültige Form Marlesgrube geändert.
Bis weit ins 20. Jahrhundert wies die Marlesgrube eine geschlossene historische Bebauung auf, die jedoch beim Bombenangriff vom 29. März 1942 in der östlichen Hälfte der Straße vollständig zerstört wurde. Dort prägen heute Gebäude der Nachkriegszeit das Bild, so dass in diesem Bereich der gesamte Eindruck der Straße nicht mehr der historisch gewachsenen Situation entspricht. Im westlichen Abschnitt bis zur Obertrave hingegen sind die Häuser aus mehreren Jahrhunderten weitgehend erhalten geblieben.

## Bauwerke
- Marlesgrube 42: Auf das frühe 14. Jahrhundert zurückgehendes Haus mit frühklassizistischer Fassade von 1774
- Marlesgrube 48: Treppengiebelhaus der Backsteinrenaissance von 1550
- Marlesgrube 50: Treppengiebelhaus der Backsteinrenaissance von 1550
- Marlesgrube 53: Etwa auf das Jahr 1300 zurückgehendes Backsteingotisches Treppengiebelhaus von 1500
- Marlesgrube 56, Durchgang: Die Ganghäuser 1 bis 4 sowie 6 bis 8 aus dem 14. bis 16. Jahrhundert
  - siehe auch Liste abgegangener Lübecker Bauwerke#Marlesgrube für nicht mehr vorhandene Bauwerke.

## Gänge und Höfe
Von der Marlesgrube gehen oder gingen folgende Lübecker Gänge und Höfe ab (nach Hausnummern):
- 17: Herzigs Gang (abgängig)
- 21: Thors Gang (abgängig)
- 31: Müllers Gang (abgängig)
- 32: Adler Gang (abgängig)
- 37: Dreitonnen Gang (abgängig)
- 43: Kerzengießer Gang (abgängig)
- 55: Leganen Gang
- 56: Durchgang (zur Depenau)
- 69: Stapelfeldts Gang (abgängig)